# Maciej Gostomski
Maciej Gostomski (* 27. September 1988 in Kartuzy) ist ein polnischer Fußballtorwart.  

## Karriere
Maciej Gostomski spielte in seiner Jugend zunächst in seiner Geburtsstadt bei Cartusia Kartuzy. Bei diesem spielte er bis zum Jahr 2003, bevor er in die Jugendmannschaft von Kaszubia Kościerzyna – und ein weiteres Jahr später in die des MSP Szamotuły – wechselte. Ab dem Jahr 2004 begann Gostomski im Herrenbereich zu spielen. Für zwei Jahre war er dabei zunächst für die beiden Amateurvereine Uran Trzebicz und Sokół Pniewy aktiv. Im Jahr 2006 nahm ihn KP Legia Warschau unter Vertrag. Für den Hauptstadtverein blieb er in den folgenden vier Jahren ohne Einsatz in der Ekstraklasa. Ab dem Jahr 2010 stand Gostomski jeweils für ein Jahr bei Odra Wodzisław und Bałtyk Gdynia im Tor. Ab der Saison 2011/12 spielte er in zwei Spielzeiten 53 Mal für den polnischen Drittligisten Bytovia Bytów. Im Sommer 2013 wechselte Gostomski zum Erstligisten Lech Posen. Für den Verein gab er am 9. Spieltag der Ekstraklasa 2013/14 gegen Piast Gliwice sein Profidebüt. Nach 21 Einsätzen, folgten in der folgenden Spielzeit 2014/15 ebenso viele Spiele. Die Saison wurde mit dem Gewinn der polnischen Meisterschaft gekrönt. Nachdem der Torhüter bis zum Jahresende 2015 nur zweimal eingesetzt worden war, verließ er den Verein. Er unterschrieb daraufhin im Januar 2016 einen Vertrag bis zum Saisonende bei den Glasgow Rangers aus Schottland.

## Erfolge
mit Lech Posen:
- Polnischer Meister: 2015
- Polnischer Supercup: 2015

mit den Glasgow Rangers:
- Scottish Championship: 2016
- Scottish League Challenge Cup: 2016